# Praga Golden
Der Praga Golden war eine von 1935 bis 1938 gebaute Limousine der Oberklasse des Autobauers Praga.

## Geschichte
1934 baute Praga einen Prototyp eines neuen Oberklassewagens mit der Werksbezeichnung „Super-Alfa“. Der Wagen erhielt den bereits seit 1933 im LKW Praga RN eingebauten wassergekühlten Sechszylindermotor mit 80 mm Bohrung und 115 mm Hub. Dieses Fahrzeug wurde der Prototyp des Praga Golden.
Der ab 1935 erscheinende Praga Golden hatte den gleichen Sechszylindermotor mit einer Höchstleistung von zunächst 68 PS (50 kW) bei 3500/min. Die Bohrung wurde ab dem 31. Fahrzeug auf 85 mm erhöht, die Leistung stieg infolgedessen auf 78 PS (57 kW). Der Benzinverbrauch lag bei ca. 22 l/100 km. Das Getriebe hatte 3 Vorwärts- und einen Rückwärtsgang, die letzte Serie (60 Exemplare) hatte 5 Vorwärts- und zwei Rückwärtsgänge.
1935 erschienen 2 Prototypen und 59 Serienfahrzeuge, 1937 und 1938 wurden je 60 Fahrzeuge gebaut, zusammen also 181 Stück. Das Auto kostete je nach Ausführung bis zu 98.000 Kronen.

## Technische Daten
Nachfolgend eine Übersicht über die technischen Daten der einzelnen Varianten:
| Typ     | Leermasse (kg) | Länge (m) | Breite (m) | Radstand (m) | Zylinder | Hubraum (cm³) | Motorleistung (PS) | Höchstgeschwindigkeit (km/h) |
| ------- | -------------- | --------- | ---------- | ------------ | -------- | ------------- | ------------------ | ---------------------------- |
| 1. Ser. | 1450           | 5,50–5,80 | 1,80–1,84  | 3,20–3,50    | 6        | 3648          | 68                 | 125                          |
| 1. Ser. | 1450           | 5,50–5,80 | 1,80–1,84  | 3,20–3,50    | 6        | 3912          | 78                 | 125                          |
| 2. Ser. | 1500           | 5,775     | 1,80       | 3,50         | 6        | 3912          | 78                 | 135                          |
| 3. Ser. | 1585           | 5,775     | 1,80       | 3,50         | 6        | 3912          | 78                 | 135                          |